# The Undertaker (worstelaar)
The Undertaker (Houston (Texas), 24 maart 1965) — pseudoniem van Mark William Calaway — is een Amerikaans voormalig professioneel worstelaar die van 1990 tot 2020 actief was in de WWE en sedertdien zijn rol vervult als ambassadeur voor het bedrijf. The Undertaker staat bekend om zijn 21-0 winstreeks bij WrestleMania en is een 7-voudig WWE World Heavyweight Champion. Hij wordt beschouwd als een van de meest invloedrijke professioneel worstelaars en wordt door velen gelauwerd als een van de grootste professioneel worstelaars aller tijden.
The Undertaker bleef 21 edities ongeslagen bij het evenement WrestleMania, tot hij in 2014 door Brock Lesnar werd verslagen bij WrestleMania XXX. Een tweede verlies kwam er tegen Roman Reigns bij WrestleMania 33 in 2017. De teller van The Undertaker klokte af op 25-2 en zijn laatste overwinning tegen A.J. Styles dateert van 2020. Hij is recordhouder wat betreft deelnames aan een Hell in a Cell match met veertien. Hij won acht maal en verloor zes maal. The Undertaker won de Royal Rumble in 2007 , was met Kane oprichter van het tag team Brothers of Destruction  en is sinds 2000 net als Kane de enige worstelaar die een Tombstone Piledriver mag uitvoeren.
The Undertaker werd in 2022 opgenomen in de WWE Hall of Fame.

## Professionele worstel-carrière (1987-2020)

### Vroege jaren (1987-1989)
In 1987 begon Mark Calaway zijn professionele worstelcarrière bij 'World Class Championship Wrestling' (WCCW) en twee jaar later, in 1989, worstelde hij voor de World Championship Wrestling (WCW) als "Mean" Mark Callous. Calaway werd er getraind door Don Jardine alias The Spoiler. In 1990 werd zijn WCW-contract niet verlengd en ondertekende hij een nieuw contract met de World Wrestling Federation. Onder de ringnaam Kane The Undertaker maakte Calaway zijn WWF-debuut, maar al snel werd zijn ringnaam ingekort tot The Undertaker.
Calaway maakte onder de ringnaam Texas Red zijn debuut in de 'World Class Championship Wrestling' (WCCW). In zijn eerste kamp verloor hij van Bruiser Brody. Aldus The Undertaker in januari 2021: "Ik verdiende die nederlaag indertijd." Vier jaar later verliet hij de WCCW en ging aan de slag in de 'Continental Wrestling Association' (CWA), die later door Jerry Jarrett hernoemd werd tot 'United States Wrestling Association' (USWA) nadat CWA en de WCCW gefuseerd werden. In april 1989 boekte Calaway succes als The Master of Pain , door zijn eerste professionele worstelkampioenschap, met name het 'USWA Unified World Heavyweight Championship', te winnen van Jerry "The King" Lawler – tegen wie hij aanvankelijk wel ook verloor om dat USWA Unified World Heavyweight Championship.

### World Championship Wrestling (1989-1990)
In 1989 tekende Mark Calaway een contract bij de World Championship Wrestling (WCW), waar hij al snel lid werd van het tag team "Skyscrapers" (met Dan Spivey) en hij verving daarin de geblesseerde Sid Vicious. Calaway worstelde voortaan opnieuw onder de ringnaam Mean Mark Callous. In juli 1990 worstelde hij als Mean Mark Callous tegen Lex Luger voor het 'NWA United States Heavyweight Championship' bij het evenement The Great American Bash, maar verloor. Destijds fungeerde Paul Heyman (later eigenaar van Extreme Championship Wrestling) op het scherm even als zijn 'manager' (mentor/begeleider/motivator). Veel later, op 1 september 1990, bij een live-evenement in Greensboro (North Carolina), verloor Mean Mark Callous van Sting — die net als hijzelf een legende van het professioneel worstelen zou worden — en een paar dagen later werd bekendgemaakt dat zijn WCW-contract niet zou worden verlengd.
Calaway worstelde vervolgens kort in New Japan Pro Wrestling (NJPW) als Punisher Dice Morgan. Dit personage werd tevens veel populairder dan Master of Pain en Mean Mark Callous. Desondanks heeft het Calaway in den beginne veel moeite gekost om het 'ideale' personage te creëren. Nadat hij de NJPW verliet, keerde hij terug naar de USWA om deel te nemen aan een toernooi met als inzet het 'USWA Unified World Heavyweight Championship'. Als The Master of Pain versloeg Calaway Bill Dundee in de eerste ronde, maar verloor in de kwartfinale van Jerry Lawler. In oktober 1990 ondertekende Mark Calaway een contract bij de World Wrestling Federation (WWF). Deze transfer zou zijn carrière voorgoed veranderen.

### World Wrestling Federation/Entertainment (1990–2020)

#### Beginjaren: weg naar de top (1990-1997)
Tijdens opnames van het World Wrestling Federation-programma WWF Superstars op 19 november 1990 maakte Mark Calaway zijn debuut als Kane The Undertaker en versloeg prompt Mario Mancini.
Het personage van Calaway was geïnspireerd door een typische oude, ietwat afgeleefde cowboy uit Westernfilms. Zo droeg hij regenkledij, grijze handschoenen, laarzen en een zwarte hoed. Calaway kreeg als "Kane The Undertaker" en later "The Undertaker" de bijnaam "The Deadman". Naarmate zijn carrière vorderde kwam daar ook "The Phenom" ("Het fenomeen") bij.
Op 22 november 1990, bij het evenement Survivor Series, werd hij door "Million Dollar Man" Ted DiBiase gepresenteerd als lid van het "Million Dollar"-team. In de eerste minuut van de wedstrijd voerde Kane The Undertaker zijn afwerkingsbeweging Tombstone Piledriver uit op Koko B. Ware en won de wedstrijd voor zijn team. Het evenement Survivor Series was daarmee zijn eerste pay-per-view-evenement ooit bij de nu wereldbekende WWE. Kort na het evenement Survivor Series werd Calaways ringnaam Kane The Undertaker ingekort tot The Undertaker. Rond deze periode verwisselde The Undertaker van (kayfabe) manager. Paul Bearer nam de plaats in van Brother Love. Bearer vertolkte de rol van een spookachtige begrafenisondernemer die steeds een gouden urn bij zich droeg waar The Undertaker 'mystieke krachten' uit kon puren. Gedurende zijn periode als heel ("slechterik") stopte The Undertaker zijn verslagen tegenstanders in een lijkzak, meestal "mindere goden" (jargon: jobbers).
The Undertaker maakte zijn WrestleMania-debuut op 24 maart 1991 bij WrestleMania VII en versloeg "Superfly" Jimmy Snuka. Hiermee begon zijn fameuze Streak die pas eindigde in 2014. Hij viel The Ultimate Warrior begin 1991 aan en sloot hem dat jaar — in april 1991 — op in een luchtdichte kist op de set van Bearers "Funeral Parlour"-talkshow. De vete met Warrior duurde een half jaar. Ook "Macho Man" Randy Savage, Sid Justice, Sgt. Slaughter en Hulk Hogan waren erbij betrokken. Het was evenwel The Ultimate Warrior die de eerste "Casket match" (NB: eerste worstelaar die in een doodskist belandt en de kist gaat dicht, verliest) in de geschiedenis won — tégen 'uitvinder' The Undertaker op 19 augustus 1991. Warrior werd niet veel later, na het evenement SummerSlam, waar hij een tag team vormde met Hulk Hogan en met hem The Iron Sheik (als Colonel Mustafa), General Adnan en Sgt. Slaughter versloeg in een 2-on-3 Handicap match, op befaamde wijze geschorst door de WWF. Warrior keerde pas terug naar WWF in 1996. De verhaallijn naast Warrior eindigde daarom ook abrupt.
Een jaar na zijn debuut, en opnieuw bij het evenement Survivor Series op 27 november 1991, versloeg hij Hulk Hogan en veroverde het WWF Championship. Bij het evenement This Tuesday in Texas, op 3 december 1991, moest hij de titel opnieuw afstaan aan Hogan. Op 15 februari 1992 probeerde The Undertakers toenmalige bondgenoot Jake "The Snake" Roberts zijn rivaal Randy Savage en vriendin Miss Elizabeth achter de schermen aan te vallen met een klapstoel, maar de aanval van Roberts werd gestopt door The Undertaker. The Undertaker veranderde hierdoor plotseling in een face ("held" of "fan-favoriet") en hij versloeg Jake "The Snake" Roberts bij het evenement WrestleMania VIII.
The Undertaker verloor bij het evenement Royal Rumble in januari 1994 een "Casket match" van Yokozuna, die kreeg hulp van andere worstelaars om The Undertaker op te sluiten in de doodskist. Na WrestleMania X, waar vertolker Mark Calaway niet vermocht op te treden wegens blessureleed , kondigde Ted DiBiase de terugkeer van The Undertaker aan. Deze door Brian Lee gespeelde Undertaker was echter een bedrieger (een dubbelganger), naar wie logischerwijs dan ook werd verwezen als Fake Undertaker . Dit alles leidde tot de terugkeer van de "echte" Undertaker bij het evenement SummerSlam in augustus 1994. Hij verscheen toen ook als een nieuwe versie van zijn oorspronkelijke "Deadman"-personage en de grijze tinten op zijn kledij werden vervangen door paarse. The Undertaker versloeg de bedrieger na het uitvoeren van drie Tombstone Piledrivers. Hij kreeg toen een herkansing tegen het zwaargewicht Yokozuna bij het evenement Survivor Series en wist hem deze keer te verslaan, ditmaal ook in een "Casket match".
The Undertaker had in 1995 een lange ruzie met de "Million Dollar Corporation", een alliantie van slechteriken (jargon: "heels") geleid door "Million Dollar Man" Ted DiBiase. Kama Mustafa, die deel uitmaakte van de "Million Dollar Corporation", stal de urn van Paul Bearer bij het evenement WrestleMania XI, waar The Undertaker aanvankelijk het zwaargewicht King Kong Bundy versloeg. Hij werd erna pas aangevallen door Kama. Kama smolt de urn tot een gouden ketting en viel The Undertaker aan. Bij het evenement SummerSlam, in augustus 1995, won The Undertaker een "Casket match" tegen Kama. Echter, een paar weken later blesseerde The Undertaker zijn oog, onderging een operatie en was inactief tot zijn terugkeer bij het evenement Survivor Series. Opvallend bij deze terugkeer, een traditionele "5-on-5 Survivor Series Elimination Tag match", was dat hij worstelde tegen zijn latere kayfabe halfbroer Kane (gespeeld door Glenn Jacobs). Vertolker Glenn Jacobs speelde toen nog het karakter Isaac Yankem, de absurde tandarts van Jerry Lawler.
In het voorjaar van 1996 raakte The Undertaker betrokken bij een conflict met "Diesel" Kevin Nash, wat leidde tot een confrontatie bij het evenement WrestleMania XII. The Undertaker sloot deze wedstrijd winnend af. "Mankind" Mick Foley maakte op 1 april 1996 zijn debuut voor de WWF en verstoorde een wedstrijd tussen The Undertaker en Justin Hawk Bradshaw (gespeeld door John Layfield, later bekend als "JBL"). Het conflict tussen The Undertaker en Mankind liep verder uit de hand. Het kwam tot een confrontatie bij het evenement SummerSlam, waar hij verloor met dank aan Paul Bearer die zijn kayfabe pleegzoon daarmee verried. Na Bearers plotselinge verraad nam de rivaliteit tussen The Undertaker en Mankind verder toe. Dat resulteerde in een "Buried Alive match" bij het evenement In Your House: Buried Alive (NB: eerste worstelaar die "levend wordt begraven" in een put, verliest). The Undertaker leek de wedstrijd te zullen winnen nadat Mankind als eerste in de diepe kuil belandde, maar even later werd de boel verstoord door The Executioner (gespeeld door Terry Gordy) en werd hij door hem "levend begraven".
The Undertaker keerde pas terug eind november 1996, met name bij het jaarlijkse evenement Survivor Series, en nam het alweer op tegen "Mankind" Mick Foley bij wijze van voortzetting van hun ruzie. The Undertakers pleegvader Bearer stond aan de kant van Mankind, maar werd zes meter boven de ring "opgeknoopt" in een kooi boven de ring. Bearer stond klaar om verhangen te worden. Dit indien Mankind kwam te verliezen van The Undertaker. Dit bewuste moment wordt daarom beschouwd als een van de meest controversiële scènes aller tijden. Indien The Undertaker de wedstrijd won zou hij volgens de verhaallijn Bearer verhangen. Dat eerste gebeurde ook daadwerkelijk. Maar hoewel The Undertaker de wedstrijd won, roerde The Executioner zich opnieuw en bevrijdde Bearer. Vervolgens richtte The Undertaker zijn aandacht op The Executioner, die sinds zijn debuut een ware doorn in het oog was geworden. The Undertaker versloeg The Executioner bij het evenement In Your House: It's Time in een "Armageddon Rules match". Nog in het najaar van 1996 begon The Undertaker een verhaallijn met Vader en in januari 1997 verloor The Undertaker bij het evenement Royal Rumble van Vader, die wel de hulp kreeg van Paul Bearer.

#### Gloriejaren: start van Attitude Era (1997-2000)

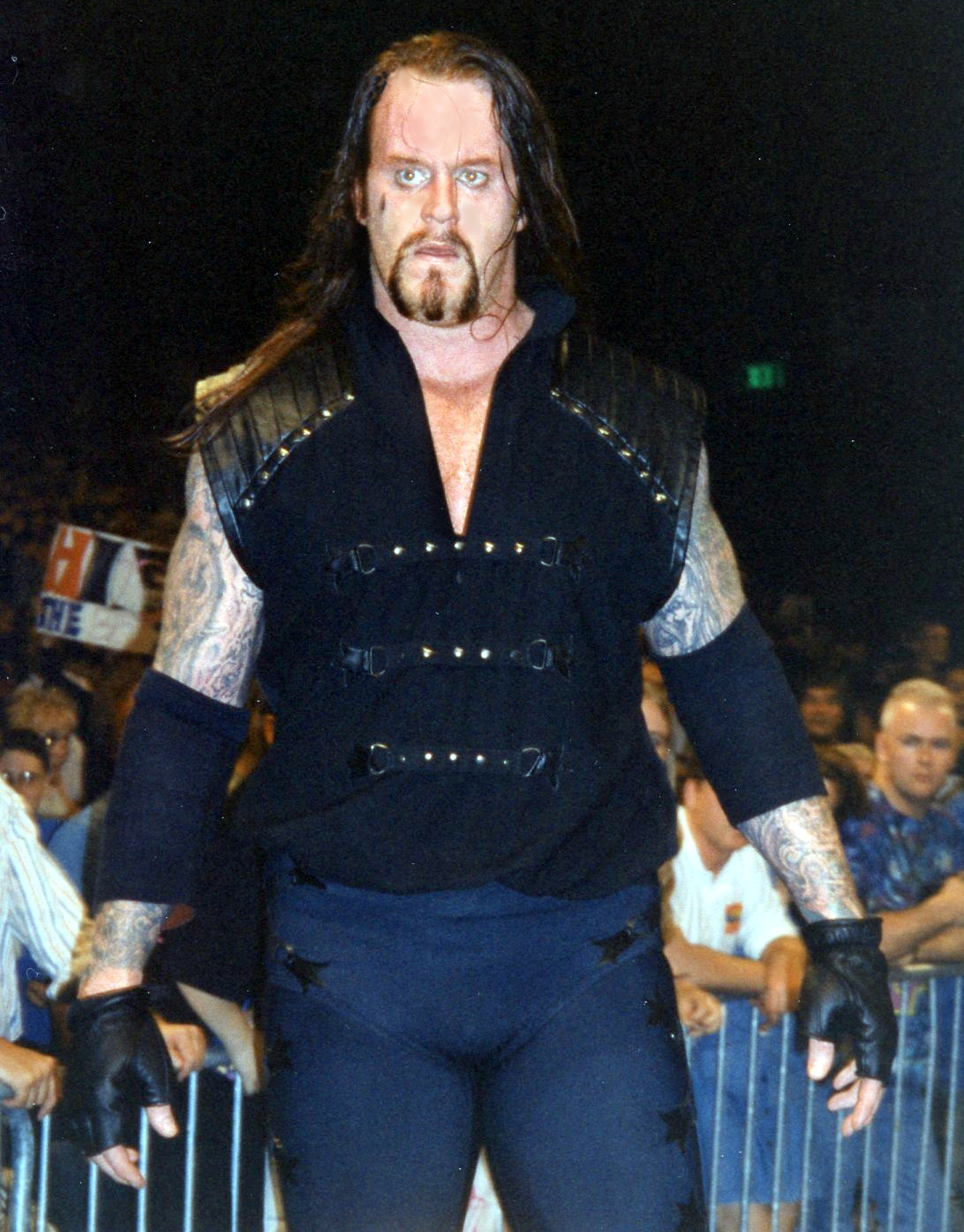
The Undertaker in 1997

Na zijn verlies begon hij zijn aandacht te richten op het WWF Championship. Hij versloeg Sycho Sid voor het WWF Championship bij het evenement WrestleMania 13. Het was voor The Undertaker het tweede WWF Championship.
Na het evenement WrestleMania 13 wilde Paul Bearer zijn "grootste geheim" bekendmaken: The Undertaker was een moordenaar die als kind het mortuarium waar Bearer werkte in brand had gestoken, waarbij zijn ouders en jonge halfbroer om het leven kwamen. Uiteindelijk kondigde Bearer aan dat The Undertakers halfbroer, Kane, nog in leven was, maar door de brand werd hij vreselijk verbrand en verminkt. Na al die jaren wou Kane wraak nemen op The Undertaker. Hij verdedigde zich en verklaarde dat Kane een pyromaan was en onmogelijk kon overleven. The Undertaker verloor het WWF Championship aan Bret "The Hitman" Hart bij het evenement SummerSlam op 3 augustus 1997, met Shawn Michaels die toen dienstdeed als gastscheidsrechter. Michaels sloeg The Undertaker op dubieuze wijze met een klapstoel, een nieuwe verhaallijn ontketenend. The Undertaker daagde Shawn Michaels naderhand uit voor een legendarisch geworden Hell in a Cell match bij het evenement Badd Blood: In Your House op 5 oktober 1997. Het was de allereerste wedstrijd volgens dit wedstrijdtype, dat ook The Undertakers handelskenmerk zou worden.
Tijdens de eerste "Hell in a Cell match" ooit maakte Kane zijn debuut en viel The Undertaker aan, waarmee werd bewezen dat Bearer al die tijd gelijk had over The Undertakers verleden. Verder was de wedstrijd tussen The Undertaker en Shawn Michaels ook de indirecte aanleiding voor de Montreal Screwjob die de volgende maand plaatsvond. Namelijk omdat Shawn Michaels de wedstrijd won en eerste uitdager werd van WWF World Heavyweight Champion Bret Hart en wordt ze ook beschouwd als de start van het immens populaire Attitude Era, de meest bloeiende periode in de geschiedenis van de federatie. Kortom: de "Hell in a Cell match" bij het evenement Badd Blood: In Your House, en het debuut van The Undertakers (kayfabe) halfbroer Kane (gespeeld door Glenn Jacobs), wordt op de keper beschouwd als een belangrijke mijlpaal en kantelpunt in de geschiedenis van het professioneel worstelen. Naarmate de verhaallijn die hieruit voortkwam vorderde, daagde Kane hem meermaals uit voor een wedstrijd. The Undertaker weigerde telkens. Uiteindelijk vond toch een wedstrijd plaats tussen hen bij het evenement WrestleMania XIV, waar The Undertaker zegevierde. The Undertaker nam het vervolgens alweer op tegen zijn halfbroer Kane bij het evenement Unforgiven: In Your House in een "Inferno match" (NB: eerste worstelaar die letterlijk "vuur vat", verliest). The Undertaker won de wedstrijd zodra de rechterarm van zijn broer in brand vloog.
In juni 1998 kwam The Undertaker opnieuw in het vaarwater van "Mankind" Mick Foley, wat resulteerde in een beruchte Hell in a Cell match bij het evenement King of the Ring op 28 juni 1998. Tijdens de wedstrijd gooide hij Mankind van het dak van de kooi af, circa 5 meter hoog. The Undertaker gooide Mankind ook door het dak van de kooi naar de ring. De wedstrijd eindigde met een overwinning voor The Undertaker, nadat hij de Tombstone Piledriver uitvoerde op Mankind. In augustus 1998 verloor hij van Stone Cold Steve Austin om het WWF Championship bij het evenement SummerSlam. Austin bleef kampioen. De wedstrijd gaat door als een klassieker. Op 13 december 1998 had hij nog een wedstrijd tegen Austin op pay-per-view. The Undertaker verloor namelijk van Austin bij het evenement Rock Bottom: In Your House in een "Buried Alive match". De winnaar mocht als eerste deelnemer van dertig deelnemen aan de Royal Rumble match bij het gelijknamig evenement in januari 1999 — iets wat normaliter winst in de Rumble erg moeilijk maakt. Wat echter gebeurde, was een voortzetting van de verhaallijn tussen Austin en McMahon. Austin won tegen The Undertaker, kreeg het plaatsje en moest het in januari 1999 tijdens de Rumble opnemen tegen Vince McMahon (die als tweede deelnemer aan de Rumble zou beginnen en die ook zou winnen door Austin aan het einde van de Rumble als laatste te elimineren).
In januari 1999 introduceerde The Undertaker een nieuwe versie van "The Deadman", een esoterische priester. Het personage leunde dus dicht aan bij het occulte  en werd ook nu enorm populair. The Undertaker beweerde vaak dat hij bevelen opvolgde van een "hogere macht". Bovendien was hij vaak te zien met een zwarte kap. Geholpen door zijn handlangers maakte hij offers van worstelaars aan de hand van mystieke bezweringen. Hij haalde de duistere kant van worstelaars naar boven. De groep "Ministry of Darkness" bestond uit The Brood (Gangrel, Edge en Christian), The Acolytes (Bradshaw en Faarooq), Mideon en Nelson Frazier Jr.". Zij werden als het ware zijn ingewijden of vertrouwelingen. De wens van The Undertaker was om zich te ontdoen van WWE-eigenaar, Vince McMahon en als zodanig zelf de touwtjes van het bedrijf in handen te nemen. Dit resulteerde in een gevecht tussen The Undertaker en de oprichter van de groep The Corporation waartoe Vince McMahon op het scherm behoorde, met name The Big Boss Man (gespeeld door Ray Traylor jr.). De confrontatie tussen The Undertaker en The Big Boss Man vond ook plaats bij het evenement WrestleMania XV, in een Hell in a Cell match. Hij versloeg The Big Boss Man. Bij het evenement Backlash: In Your House versloeg hij "The Corporation"-lid Ken Shamrock. Hij werd geholpen door Bradshaw.
The Undertaker ontvoerde Stephanie McMahon, dochter van Vince, bij datzelfde evenement Backlash en dwong Vince McMahon om zich aan te sluiten bij de groep "The Alliance", waarbij ook McMahons aardsrivaal "Stone Cold" Steve Austin zat. McMahon en Austin waren (kayfabe) als kat en hond. The Undertaker probeerde — nadat McMahon akkoord ging, zijn ontvoerde dochter ten spijt — op 26 april 1999 (de dag na Backlash) met Stephanie te trouwen op een huiveringwekkende plechtigheid onder leiding van Paul Bearer. Dat lukte niet omdat "Stone Cold" Steve Austin, al jaren McMahons rivaal, Stephanie tot ieders verrassing kwam redden op de 'plechtigheid'.
The Undertaker versloeg Austin bij het evenement Over the Edge, waar Owen Hart om het leven kwam. Bij dat evenement won The Undertaker voor de derde keer het WWF Championship, vooral met de hulp van gastscheidsrechter Shane McMahon, die zich bij de Ministry schaarde. The Undertaker en Vince McMahon werden bondgenoten. Later maakte The Undertaker bekend dat Shane McMahon zijn "hogere macht" was. De "Ministry of Darkness" en "The Corporation" bundelden als dusdanig de krachten als het "Corporate Ministry". Nadat hij verloor van Austin om het WWF Championship bij het evenement Fully Loaded  werden de banden met de McMahons slechter en de groep viel uit elkaar. Fully Loaded, in juli 1999, betekende het einde van de verhaallijn tussen The Undertaker en "Stone Cold" Steve Austin. Een maand eerder, in juni 1999, verlengde The Undertaker nog zijn periode als WWF Champion tegen Dwayne "The Rock" Johnson bij het evenement King of the Ring. Echter verloor The Undertaker de titelriem een maand later dus aan Austin.
The Undertaker vormde een tag team met Big Show, beter bekend als "The Unholy Alliance". Samen wonnen ze twee keer het WWF Tag Team Championship. Na de overwinning van The Undertaker en Big Show tegen The Undertakers halfbroer Kane en X-Pac voor het WWF Tag Team Championship bij het evenement SummerSlam in augustus 1999, raakte vertolker Mark Calaway geblesseerd. Calaway was vier maanden buiten strijd met een liesbreuk. Hij miste dus het volledige najaar 1999. In januari 2000, een week voor Calaways geplande terugkeer als The Undertaker bij het evenement Royal Rumble, scheurde Calaway zijn borstspier. Als gevolg van deze blessure miste hij het evenement WrestleMania 2000 en zou hierbij zelfs zijn pensioen hebben overwogen.

#### American Badass/Big Evil (2000-2003)

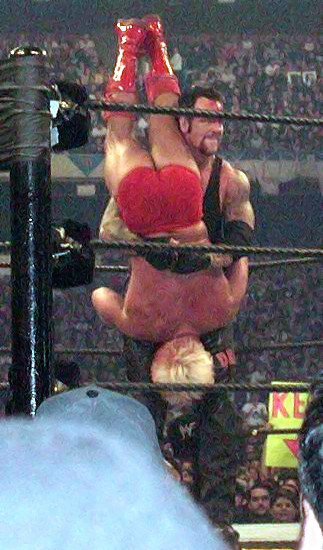
The Undertaker met de Tombstone Piledriver op Ric Flair bij WrestleMania X8

Bij zijn terugkeer in mei 2000, bij het evenement Judgment Day, nam The Undertaker een andere identiteit aan. Hij gebruikte niet langer het angstaanjagende begrafenis-thema, maar speelde voortaan een "biker" met de ringnaam 'American Badass'. Ook Paul Bearer hoorde niet meer bij hem. Zijn muziek werd veranderd in rocknummers van die tijd zoals "Rollin" door Limp Bizkit wat hij in de zomer van 2020 zijn favoriete themamuziek noemde. In 2021 verklaarde The Undertaker bij collega Stone Cold Steve Austin in diens podcast Stone Cold Sessions: ""Als het afgezaagd begint te voelen, voelt mijn publiek dat waarschijnlijk eerder dan ikzelf. Ik denk niet dat ik het zou hebben gehaald indien ik niet de "American Badass" Undertaker werd", zei Calaway. "Het personage "The Deadman" zou het Attitude Era niet hebben volgehouden, denk ik", zei hij nog.
"American Badass" Undertaker droeg een zonnebril en reed met een motor naar de ring. Hij schakelde alle leden van "The McMahon-Helmsley Faction" van Vince McMahon en Triple H uit, wat ervoor zorgde dat hij opnieuw een face werd bij de fans. Bij het evenement King of the Ring vormde "The American Badass" samen met Kane en The Rock een team en versloegen het team Triple H, Shane McMahon én Vince McMahon.
Later werd "The American Badass" Undertaker geboekt als partner van Kane. De Brothers of Destruction waren "geboren". Ze wonnen van Edge en Christian en hadden uitzicht op het WWF Tag Team Championship, maar verloren de titelwedstrijd. Op 14 augustus 2000, tijdens een aflevering van RAW is WAR, verraadde Kane hem. Resulterend in een wedstrijd tussen The Undertaker en Kane bij het evenement SummerSlam. Helaas was er geen winnaar, omdat "The American Badass" het masker van Kane verwijderde en die laatste vernederd wegrende.
The Undertaker daagde Kurt Angle uit voor het WWF Championship bij het evenement Survivor Series. Angle versloeg The Undertaker nadat hij van plaats wisselde met zijn echte broer Eric Angle. "The American Badass" Undertaker eiste en kreeg een plek in een unieke Six Way Hell in a Cell match om het WWF Championship bij het evenement Armageddon. The Undertaker beloofde "iemand beroemd te maken", wat hij ook nakwam door Rikishi van het dak van de kooi te gooien. The Undertaker verloor evenwel de wedstrijd en Kurt Angle verlengde zijn titel. Stone Cold Steve Austin, The Rock en Triple H waren de drie andere uitdagers.
Begin 2001 vormde "The American Badass" Undertaker opnieuw een team met Kane en opnieuw onder de naam "Brothers of Destruction". Ze verdienden een wedstrijd voor het WWF Tag Team Championship bij het evenement No Way Out. Daar vochten "Brothers of Destruction" tegen Edge en Christian en The Dudley Boyz. De "Brothers of Destruction" domineerde bijna de hele wedstrijd, maar won niet. Bij het evenement WrestleMania X-Seven versloeg hij Triple H. "The American Badass" Undertaker en Kane vervolgden hun verhaallijn naast Triple H, met wie toenmalig kampioen "Stone Cold" Steve Austin een duo vormde als The Two-Man Power Trip. De "Brothers of Destruction" kregen de kans om te vechten tegen Triple H en "Stone Cold" Steve Austin voor hun titels. The Undertaker en "Stone Cold" Steve Austin streden voor het WWF Championship, maar bij het evenement Judgment Day werd The Undertaker verslagen door "Stone Cold" Steve Austin. Terwijl Kane die avond wel won, tegen Triple H om het WWF Intercontinental Championship.
Ten tijde van "The Invasion", een verhaallijn tussen de destijds rivaliserende federaties World Wrestling Federation (WWF) van Vince McMahon en World Championship Wrestling (WCW) van Eric Bischoff, ontpopte Diamond Dallas Page (DDP) zich tot nieuwe aartsvijand van "The American Badass". DDP was geobsedeerd en stalkte zijn thans ex-vrouw Sara. Bij het evenement SummerSlam wonnen de "Brothers of Destruction" van kampioenen DDP en Chris Kanyon in een steel cage match. Ze veroverden het WWF Tag Team Championship. Bij het evenement Survivor Series, in november 2001, namen The Undertaker, Kane, The Rock, Chris Jericho en Big Show het onder de naam "Team WWE" op tegen leden van de groep "The Alliance": "Stone Cold" Steve Austin, Booker T, Rob Van Dam, Shane McMahon en Kurt Angle in een traditionele "5-on-5 Survivor Series Elimination Tag Team match". Tevens was het de laatste keer in vijf jaar dat The Undertaker samen met Kane een team vormde. "Team WWE", en dus The Undertaker en Kane, won.
"The Alliance", die face was (protagonisten), werd verslagen en "The American Badass" werd opnieuw een heel (slechterik). Zijn lange haren waren kort geschoren en hij noemde zichzelf "Big Evil". Bij het evenement Vengeance versloeg hij Rob Van Dam en veroverde het WWF Hardcore Championship. Hij nam in januari 2002 deel aan de Royal Rumble, maar werd geëlimineerd door Maven. The Rock vermeldde nadien zijn eliminatie bij de Royal Rumble, wat hem kwaad maakte. The Undertaker reageerde door The Rock een kans op het WWF Undisputed Championship te kosten. The Undertaker verloor van The Rock bij het evenement No Way Out als gevolg van interferentie van Ric Flair. Flair weigerde een uitdaging van The Undertaker, tot een wedstrijd bij het evenement WrestleMania X8, aanvankelijk halsstarrig. The Undertaker viel dan maar zijn zoon David Flair aan. Daardoor accepteerde Flair de uitdaging. The Undertaker versloeg Flair bij het evenement WrestleMania X8.
The Undertaker versloeg "Stone Cold" Steve Austin bij het evenement Backlash en verwierf een kans op het WWF Undisputed Championship, met hulp van gastscheidsrechter Ric Flair. Hij hielp Hulk Hogan de titel winnen van Triple H, waarna hij Hogan het kampioenschap afhandig maakte bij het evenement Judgment Day. Hij werd opnieuw een face ("goede worstelaar") na een gewonnen beroemde ladder match tegen Jeff Hardy, wiens hand hij na de wedstrijd schudde als teken van respect. Dit gebeurde tijdens de aflevering van RAW is WAR op 1 juli 2002. The Undertaker behield het WWF Undisputed Championship tegen Hardy. Hij moest de titel doorgeven aan The Rock bij het evenement Vengeance, een wedstrijd waarbij ook Kurt Angle betrokken was. The Undertaker daagde toen de jonge Brock Lesnar uit voor een wedstrijd bij het evenement Unforgiven, die eindigde met een dubbele diskwalificatie en dus zonder winnaar. Bij het evenement No Mercy nam hij het opnieuw op tegen Lesnar in een Hell in a Cell match. Vertolker Mark Calaway werkte die wedstrijd af met een gebroken hand. The Undertaker verloor van Lesnar. Calaway nam een korte pauze omdat hij en zijn vrouw Sara hun eerste kind verwachtten. The Undertaker keerde terug bij het evenement Royal Rumble in januari 2003 en elimineerde prompt een 26-jarige John Cena. Hij won evenwel ook zelf de Rumble niet. Brock Lesnar werd de (jongste) winnaar.
The Undertaker begon Nathan Jones (non-fictief) te trainen. Het duo werd gepland om tegen Big Show en A-Train te worstelen in een tag team match bij het evenement WrestleMania XIX. Jones werd echter geschrapt uit de wedstrijd, waardoor deze werd omgevormd tot een handicap match. The Undertaker won met de hulp van Jones. The Undertaker versloeg een nog redelijk groene John Cena – die destijds nog geen enkele titel had gewonnen – bij het evenement Vengeance. The Undertaker trachtte de rest van het jaar het WWE Championship te veroveren. De eerste kans tegen Kurt Angle tijdens een aflevering van SmackDown!, op 4 september 2003, leverde geen winnaar op door toedoen van Brock Lesnar en de tweede was een verloren "Biker Chain match" tegen Lesnar bij het evenement No Mercy. Ten slotte verloor The Undertaker een "Buried Alive match" van Vince McMahon bij het evenement Survivor Series, met dank aan zijn halfbroer Kane. Achteraf beweerde Kane dat "The American Badass" Undertaker "voor altijd dood en begraven was". Daardoor geldt deze wedstrijd als een klassieker in de carrière van Calaway als The Undertaker.

#### Terugkeer van "The Deadman" (2004-2006)

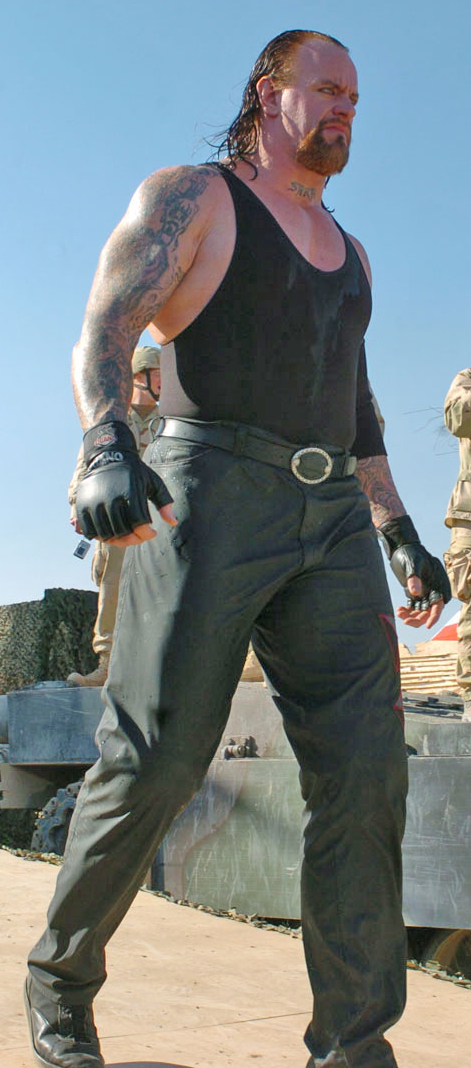
The Undertaker in december 2004

In aanloop naar het evenement WrestleMania XX werd The Undertakers halfbroer Kane achtervolgd door een mogelijke terugkeer van "The Deadman", het priester-persona van Calaway. Bij het evenement Royal Rumble luidden The Undertakers kerkklokken (NB: onderdeel van The Undertakers themamuziek), waardoor Kane werd afgeleid en Booker T hem kon elimineren. "The Deadman" keerde op 20 maart 2004 werkelijk terug bij het evenement WrestleMania XX, naar oude gewoonte bijgestaan door Paul Bearer. Hij nam ook de maat van Kane. Deze wedstrijd was een heruitgave van hun confrontatie bij het evenement WrestleMania XIV in 1998.
Op 27 mei 2004 werd zijn pleegvader/'manager' Paul Bearer ontvoerd door The Dudley Boyz in opdracht van Paul Heyman. Ook stalen ze de urn van The Undertaker. Deze nieuwe wending resulteerde in een confrontatie bij het evenement The Great American Bash, waar The Undertaker alleen de Dudleys moest bekampen. Indien hij verloor zou Heyman Bearer begraven in cement. The Undertaker won de wedstrijd, maar Bearer werd hoe dan ook begraven. Fans kregen te horen dat Bearer "ernstig gewond raakte", maar in werkelijkheid werd hij vanwege gezondheidsredenen simpelweg uit de reeks geschreven.
Na zijn overwinning tegen "The Dudley Boyz" begon The Undertaker een nieuwe verhaallijn met WWE Champion John "Bradshaw" Layfield (JBL) en daagde hem uit voor een titelwedstrijd bij het evenement SummerSlam, die The Undertaker verloor omdat hij zichzelf diskwalificeerde. Bij het evenement No Mercy waren The Undertaker en JBL voorzien als deelnemers in de allereerste "Last Ride match". The Undertaker verloor opnieuw van JBL nadat Jon Heidenreich tussenbeide kwam. Resulterend in een kort programma tegen Heidenreich. Zijn wedstrijd tegen JBL bij het evenement No Mercy gaat door als een klassieker. Medio november 2004 versloeg hij Heidenreich bij het evenement Survivor Series.
Samen met Eddie Guerrero en Booker T daagde hij WWE Champion JBL in december 2004 uit bij het evenement Armageddon in een "Fatal-4-Way match", maar JBL verlengde zijn titel omdat Heidenreich zich alweer in de debatten mengde ten nadele van The Undertaker. Dit leidde tot een "Casket match" tussen The Undertaker en Heidenreich bij het evenement Royal Rumble, waarbij hij Heidenreich versloeg. Kort daarna werd hij door Randy Orton uitgedaagd bij het evenement WrestleMania 21. Orton beweerde dat hij de winstreeks van The Undertaker zou beëindigen. Zelfs met de hulp van zijn vader "Cowboy" Bob Orton faalde Orton. The Undertaker verbeterde zijn WrestleMania-record en bracht de score naar 13-0. The Undertaker nam opnieuw een pauze vanwege de geboorte van zijn tweede dochter eind mei 2005 en keerde pas terug na een onderbreking van twee maanden. The Undertaker hervatte tegen Orton. Bij het evenement SummerSlam werd hij verslagen door Orton in een heruitgave van WrestleMania.
De verhaallijn tussen The Undertaker en Orton ging daarna verder en bij het evenement No Mercy verloor hij van Orton en zijn vader "Cowboy" Bob Orton in een "Handicap Casket match" (NB: reguliere Casket match doch met ongelijk aantal deelnemers; 1 tegen 2, 2 tegen 3...) en na de wedstrijd goten de Ortons benzine op de doodskist en zetten deze in vuur en vlam. Toen de verkoolde kist werd geopend, was The Undertaker echter verdwenen. The Undertaker keerde in november 2005 terug bij het evenement Survivor Series: hij kwam tevoorschijn uit een brandende doodskist. The Undertaker versloeg Orton daarop in een Hell in a Cell match bij het evenement Armageddon; de laatste wedstrijd uit de reeks tegen Orton. Nadien laste Calaway een korte onderbreking in, waarschijnlijk als gevolg van controverse in verband met de laatste wedstrijd. Ortons vader "Cowboy" Bob Orton werd gediagnosticeerd met hepatitis, maar mocht bloeden tijdens de wedstrijd zonder dat Calaway iets van zijn toestand afwist.
In januari 2006 maakte The Undertaker zijn wederoptreden bij het evenement Royal Rumble en viel Kurt Angle aan. Hij verloor van Angle in februari 2006, bij het evenement No Way Out na een wedstrijd van dertig minuten. De wedstrijd wordt ook hier beschouwd als een klassieker. The Undertaker daagde vervolgens Mark Henry uit voor een "Casket match" bij het evenement WrestleMania 22. Henry zwoer daarbij de winstreeks van The Undertaker te beëindigen. The Undertaker versloeg Henry en maakte er genadeloos 14-0 van. The Great Khali werd uitgedaagd bij het evenement Judgment Day, nadat hij The Undertakers wedstrijd met World Heavyweight Champion King Booker verstoorde. The Great Khali won de wedstrijd.
De volgende wedstrijd van The Undertaker was er één tegen Big Show, met name bij het evenement The Great American Bash in een "Punjabi Prison match" — een wedstrijd gelijkaardig aan een Hell in a Cell match. The Undertaker won. Bij het evenement SummerSlam, in augustus 2006, was hij plots de grote afwezige ondanks een ruzie met The Great Khali op dat ogenblik. Hij hernam tegen WWE United States Champion Mr. Kennedy bij het evenement No Mercy. Hij werd gediskwalificeerd nadat hij Kennedy met de kampioensriem had geslagen. Tijdens een aflevering van Friday Night SmackDown! op 3 november 2006 werd The Undertaker na vijf jaar herenigd met Kane als Brothers of Destruction. Ze versloegen Mr. Kennedy en Montel Vontavious Porter. Hij werd verslagen door Mr. Kennedy bij het evenement Survivor Series door inmenging van Montel Vontavious Porter , maar versloeg Mr. Kennedy in een "Last Ride match" bij het evenement Armageddon.

#### World Heavyweight Championship (2007-2010)

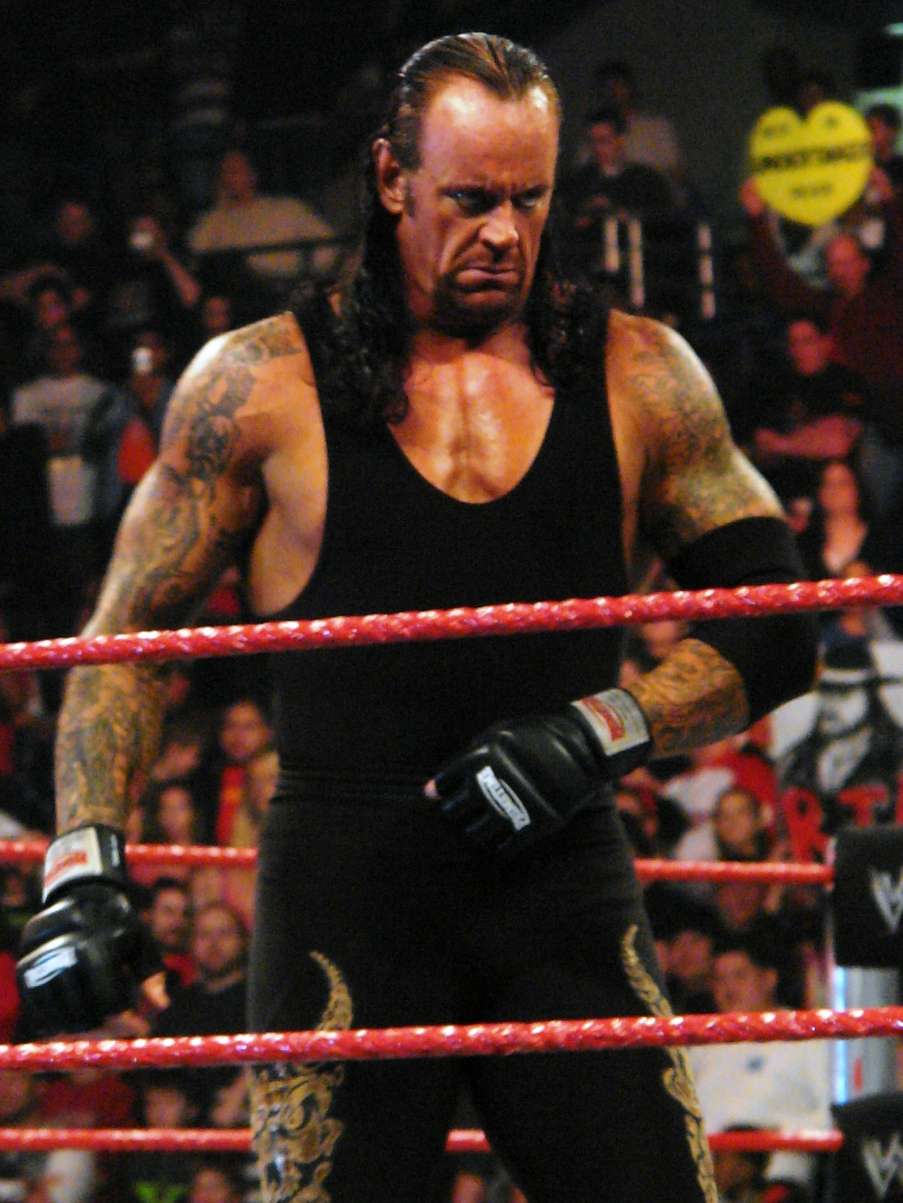
The Undertaker in maart 2008

In januari 2007 won The Undertaker voor het eerst in zijn carrière de Royal Rumble. Hij elimineerde als laatste Shawn Michaels en was de eerste worstelaar die de Rumble als nummer 30 binnenstapte (NB: laatste deelnemer) en de wedstrijd won. John Cena herhaalde zijn "kunstje" evenwel het volgende jaar. The Undertaker versloeg Dave Batista bij het evenement WrestleMania 23 en veroverde voor het eerst in zijn carrière het World Heavyweight Championship. De herkansing van Batista bij het evenement Backlash eindigde onbeslist (NB: jargon; no contest). Hij was vanaf mei 2007 out met een armblessure.
The Undertaker keerde pas in september 2007 terug, meer bepaald bij het evenement Unforgiven waar hij Mark Henry versloeg. The Undertaker en Batista hervatten hun verhaallijn bij het evenement Cyber Sunday, waar de fans Stone Cold Steve Austin als gastscheidsrechter uitkozen. Batista behield de titel. The Undertaker en Batista ontmoetten elkaar in een Hell in a Cell match bij het evenement Survivor Series, waarbij Edge echter terugkeerde na een lange pauze en tussenbeide kwam. Edge viel The Undertaker aan, waardoor Batista het World Heavyweight Championship kon behouden. Edge nam een maand later (december 2007) de maat van zowel The Undertaker als Batista bij het evenement Armageddon.
Bij het evenement No Way Out in februari 2008 versloeg hij Batista, Dave Finlay, The Great Khali, Montel Vontavious Porter en Big Daddy V in een Elimination Chamber match. Daardoor mocht The Undertaker 'kwelduivel' Edge uitdagen voor diens World Heavyweight Championship bij het evenement WrestleMania XXIV. Hij versloeg Edge bij het evenement en sloeg twee vliegen met één klap: hij hield zijn WrestleMania-winstreeks intact en veroverde het World Heavyweight Championship. De wedstrijd werd een klassieker. The Undertaker won opnieuw van Edge bij het evenement Backlash en hield vast aan het World Heavyweight Championship.
De titel werd toen vacant gesteld. Er wachtte een nieuwe kans voor The Undertaker en Edge bij het evenement Judgment Day. The Undertaker won doch kon de titel niet houden door een overwinning via count-out (NB: een titel verandert in dat geval niet van houder).
De twee confronteerden elkaar daarna opnieuw voor het World Heavyweight Championship bij het evenement One Night Stand in een Tables, Ladders and Chairs match, die The Undertaker dan weer verloor. Volgens het verhaal werd The Undertaker verbannen uit WWE. Edge had dit namelijk vooraf met hem gewed. The Undertaker en Edge stonden nog een laatste keer tegenover elkaar bij het evenement SummerSlam in een Hell in a Cell match. The Undertaker won. De wedstrijd werd ooit, samen met "The Undertaker vs. Triple H" (The End of an Era) bij het evenement WrestleMania XXVIII, beschouwd als de laatste grootscheepse "Hell in a Cell match" die de WWE produceerde, hoewel de WWE dit type wedstrijd bleef produceren. The Undertaker en Big Show stonden begin oktober 2008 tegenover elkaar bij het evenement No Mercy, waar Big Show hem knock-out sloeg met een klap tegen het achterhoofd. Eind oktober 2008 versloeg hij Big Show bij het evenement Cyber Sunday in een "Last Man Standing match" (NB: eerste worstelaar die niet binnen 10 seconden opstaat, verliest). The Undertaker ging in november 2008 door met het verslaan van Big Show, deze keer bij het evenement Survivor Series in zijn geliefkoosde "Casket match".
John "Bradshaw" Layfield (JBL) verklaarde tijdens een aflevering van Monday Night Raw op 16 februari 2009 dat hij geschiedenis wilde schrijven door The Undertaker te verslaan bij de jubileumeditie WrestleMania XXV. Shawn Michaels wilde echter dezelfde prestatie leveren. Michaels versloeg JBL een week later om de kans te krijgen The Undertaker bij WrestleMania onder ogen te zien. Michaels parodieerde The Undertakers entree, waarin alles wat met The Undertaker werd geassocieerd wit, goed en zuiver was. Michaels kwam naar de ring, haalde een witte hoed tevoorschijn en vergeleek zichzelf en The Undertaker met dag en nacht. Na zijn toespraak verscheen The Undertaker, die hem probeerde te straffen voor zijn daden en uitspraken. Michaels ontsnapte, terwijl The Undertaker kookte van woede. The Undertaker versloeg Michaels bij het evenement WrestleMania XXV na een uitputtingsslag van 30 minuten. De wedstrijd werd verkozen tot PWI Match of the Year in januari 2010 en wordt door velen beschouwd als de beste wedstrijd ooit vanwege de verhaalvertelling van Calaway en Michaels (echte naam Michael Shawn Hickenbottom, die nooit onder een andere artiestennaam actief was) als hun karakters.
The Undertaker keerde, na zijn overwinning tegen Shawn Michaels, pas terug in augustus 2009. Bij het evenement SummerSlam, nadat CM Punk het World Heavyweight Championship had veroverd tegen Jeff Hardy. The Undertaker viel CM Punk aan en toonde zo meteen wat zijn ambitie was. Hij versloeg CM Punk voor het World Heavyweight Championship bij het inaugurele evenement Hell in a Cell, op 4 oktober 2009. De wedstrijd geldt als een klassieker tussen The Undertaker en Punk, net als hun confrontatie bij het evenement WrestleMania 29 (vier jaar later). Eerder verloor The Undertaker wel nog van Punk, namelijk bij het evenement Breaking Point in een "Submission match". Een maand later lukte het dus wel en ontfutselde hij Punk de titelriem. Hij legde de lat nog wat hoger en versloeg daarna Rey Mysterio, Dave Batista en CM Punk in een "Fatal-4-Way match" bij het evenement Bragging Rights; drie uit de kluiten gewassen tegenstanders tegelijk om zijn titel te verlengen. Daarna versloeg hij het toekomstige tag team Jeri-Show (Chris Jericho & Big Show) voor het World Heavyweight Championship bij het evenement Survivor Series (NB: Jericho en Show waren hier elkaars tegenstanders tegen The Undertaker). Een maand later, in december 2009, verdedigde hij de gouden titelriem succesvol tegen Batista bij het inaugurele evenement Tables, Ladders and Chairs. Eind januari 2010, bij het evenement Royal Rumble, verlengde The Undertaker nog zijn heerschappij als World Heavyweight Champion tegen Rey Mysterio in een klassieker tussen beide, maar die avond werd ook al de verhaallijn die zich later zou ontwikkelen deels uitgeschreven (zie onder, Michaels vs. Undertaker II).
Shawn Michaels daagde The Undertaker begin 2010 uit voor een herkansing bij het evenement WrestleMania XXVI, maar The Undertaker weigerde ostentatief. Michaels reageerde furieus nadat The Undertaker weigerde. Hij raakte geobsedeerd met The Undertaker, werd op het randje af paranoïde en wilde koste wat het wilde een herkansing tegen hem. Hij stelde ook alles in het werk om dit te bereiken. Michaels begreep, aangezien The Undertaker houder van het World Heavyweight Championship was, dat winst in de traditionele Royal Rumble bij het gelijknamig evenement de enige manier was om The Undertaker rechtstreeks te bekampen voor het World Heavyweight Championship. Hij nam eind januari 2010 dan ook deel aan de Rumble en geraakte erg ver. Hierbij ook prompt zijn deelnemende vriend Triple H niet ontziend vanwege de obsessie die de overhand nam. Hij offerde Triple H zonder genade op; werkelijk alles moest wijken om de herkansing tegen The Undertaker te bekomen. Triple H werd door Michaels geëlimineerd. Michaels faalde echter; met name toen hij werd geëlimineerd door Batista. Edge won de Rumble en mocht The Undertaker uitdagen voor de titel bij WrestleMania.
Michaels' paranoia werd erger en hij liet het hier niet bij. Hij ging heel ver, en uiteindelijk ook té ver. The Undertaker verloor bij het inaugurele evenement Elimination Chamber in februari 2010 een Elimination Chamber match om het World Heavyweight Championship, als gevolg van Michaels' inmenging in zijn nadeel. De titelriem verhuisde naar Chris Jericho, de verdwaasde laatst overgebleven deelnemer die profiteerde van de situatie. Dit leverde ook een iconisch beeld op waarbij Michaels minutenlang obsessief naar The Undertaker staarde wanneer die uitgeteld tegen het canvas ligt. Zelfs nadat de televisie-uitzending werd beëindigd ging Michaels hier mee door.
Tijdens een aflevering van Raw op 22 februari 2010 accepteerde The Undertaker de uitdaging van Michaels, op voorwaarde dat als Shawn Michaels verloor, hij met pensioen moest gaan. Michaels, die een rijk gevulde carrière van 25 jaar had binnen het milieu van sportentertainment, was niet onder de indruk. Aldus Michaels, sprekend voor het publiek en vooraleer The Undertaker zijn uitdaging accepteerde: "I made one mistake, ONE mistake, and it cost me everything. You, better than anybody, should know that's something I can not live with" ["Ik maakte één fout, EEN fout, en dat verbrodde alles. Jij (hij bedoelt The Undertaker) weet beter dan eender wie dat ik hier niet mee kan leven"]. Met die uitspraken verwees Shawn Michaels naar een Moonsault, een achterwaartse salto vanop de bovenste spanschroef die door The Undertaker werd gecounterd en omgezet in zijn afwerkingsbeweging Tombstone Piledriver. Hierdoor verloor Michaels hun vorige wedstrijd uit 2009. Hij accepteerde en sprak dat hij geen carrière had als hij The Undertaker niet kon verslaan bij WrestleMania. The Undertaker versloeg Michaels echter opnieuw bij het evenement WrestleMania XXVI en bracht zijn winstreeks op 18-0. Michaels werd gedwongen om met pensioen te gaan.
Na een korte onderbreking – hij verscheen wel twee keer tijdens Raw – versloeg hij Jack Swagger tijdens een aflevering van Raw op 19 april 2010. Hij keerde op 28 mei 2010 terug naar SmackDown!. The Undertaker plaatste zich voor een wedstrijd tegen Big Show en CM Punk om de titel van Swagger bij het eenmalig evenement Fatal 4-Way. Voorafgaand aan het evenement Fatal 4-Way liep hij — wegens een verrassende, mysterieuze aanval tegen hem — echter een hersenschudding, gebroken orbitaal bot en gebroken neus op, waarna Mysterio hem gewoon verving. Mysterio veroverde bovendien de titel.

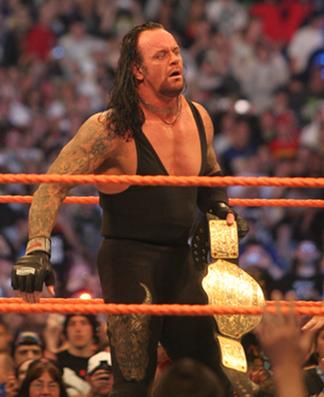
The Undertaker als World Heavyweight Champion

Bij het evenement Money in the Bank diende Kane zijn Money in the Bank-koffer in tegen Mysterio, die net succesvol zijn titel had verdedigd tegen Jack Swagger. Kane was de nieuwe World Heavyweight Champion. Kane beschuldigde toen verschillende worstelaars als daders achter de aanval op zijn (kayfabe) broer, waaronder de worstelgroep Straight Edge Society en Jack Swagger. Uiteindelijk verklaarde Kane dat Mysterio de boosdoener was.
Rey Mysterio pleitte echter onschuldig, voordat hij beweerde dat Kane zelf de dader was. Kane was van streek, viel op zijn knieën en zei – in een psychose – herhaaldelijk tegen zichzelf: "Ik hou van mijn broer". Maar er bleek wel degelijk meer aan de hand. The Undertaker keerde terug bij het evenement SummerSlam en confronteerde zowel Kane als Mysterio, maar hij werd meteen door Kane overweldigd en aangevallen. Hierdoor werd duidelijk dat Kane zijn broer had aangevallen opdat zijn broer hem niet in de weg zou staan voor het World Heavyweight Championship. Dit was tevens het derde jaar op rij dat Calaway als "The Undertaker" terugkeerde bij het evenement SummerSlam na een pauze.
Kane daagde hem uit voor een confrontatie bij het evenement Night of Champions voor het World Heavyweight Championship, dat aan Kane toebehoorde. Kane meende dat The Undertaker was verzwakt. The Undertaker werd bij het evenement daadwerkelijk verslagen door Kane in een "No Holds Barred match" (NB: zonder diskwalificaties). Hij ging nog eens in duel met Kane bij het evenement Hell in a Cell in een gelijknamige wedstrijd, maar werd verslagen toen hun 'vader'/manager Paul Bearer op de proppen kwam en niet hem doch Kane naar de overwinning loodste. Daarop accepteerde hij een uitdaging van Kane voor een "Buried Alive match" voor de titel bij het evenement Bragging Rights, maar hij verloor nadat hij werd aangevallen door The Nexus. Na de wedstrijd werd zijn "grafzerk" getroffen door bliksem en verscheen zijn symbool op het graf. The Undertaker verdween alweer enige tijd van het scherm. Calaway was inactief met een schouderblessure en keerde pas terug in het voorjaar van 2011. Het jaar 2010 was bovendien het laatste van Calaway als fulltime professioneel worstelaar. Calaway werd vanaf dan een parttime worstelaar, wat wil zeggen dat hij – althans in zijn geval – een beperkt schema afwerkte met confrontaties bij de "Big Four" (Royal Rumble, WrestleMania, SummerSlam, Survivor Series).

#### Verdediging van "The Streak" (2011-2014)
Vanaf de dag na het evenement Royal Rumble, eind januari 2011, werden promotionele filmpjes van The Undertaker afgespeeld in een donker en verlaten huis. De filmpjes eindigden steeds met de getallen "2-21-11", refererend aan 21 februari 2011. Op deze datum maakte The Undertaker zijn rentree tijdens een aflevering van Monday Night Raw, maar voor hij een woord kon uitbrengen keerde Triple H na een afwezigheid van 11 maanden terug naar de ring en confronteerde The Undertaker. Triple H werd net als The Undertaker een parttime worstelaar met ingang van het jaar 2011. Tijdens een interactie zonder verbaal of fysiek geweld staarden de twee elkaars ogen uit en intimeerden elkaar. Beiden keken toen op naar het WrestleMania-logo boven de tribune. Hij spotte aanvankelijk met de uitdaging van Triple H, maar accepteerde deze later toch. Hij versloeg Triple H bij het evenement WrestleMania XXVII op 3 april 2011. The Undertaker dwong Triple H om zich over te geven aan de submissiongreep Gogoplata Hell's Gate. The Undertaker overleefde zelf drie Pedigrees — de Pedigree of "Double underhook facebuster" is de afwerkingsbeweging van Triple H — én zijn eigen Tombstone Piledriver, die Triple H verrassend op hem uitvoerde. The Undertaker bracht zijn winstreeks op 19-0, maar verliet het stadion op een brancard. Dit was zijn enige wedstrijd van het jaar 2011.
The Undertaker keerde terug op 30 januari 2012 na een onderbreking van tien maanden. Hij onderbrak Triple H en daagde hem opnieuw uit voor een kamp bij WrestleMania. Triple H reageerde door The Undertaker onverschillig een schouderklopje te geven en weigerde zijn uitdaging. Op 13 februari 2012 verspreidde men een filmpje waarin The Undertaker zijn kenmerkende lange haren schoor, een coupe die plaatsruimde voor een hanenkam. The Undertaker sprak dat Triple H gedurende zijn gehele carrière in de schaduw van Shawn Michaels had gestaan, waarna Triple H woedend zijn uitdaging accepteerde op voorwaarde dat het gevecht een Hell in a Cell match zou worden. Shawn Michaels werd begin maart 2012 toegevoegd als gastscheidsrechter. The Undertaker versloeg Triple H en breidde zijn winstreeks uit naar 20-0. Na de wedstrijd omhelsden de drie elkaar, waarna men een uitgeputte Triple H uit het stadion escorteerde. The Undertaker verdween op zijn beurt van het scherm. The Undertaker maakte verrassend zijn rentree tijdens de special Raw 1000 op 23 juli 2012  om Kane te helpen, die een robbertje uitvocht met Jinder Mahal, Curt Hawkins, Tyler Reks, Hunico, Camacho en Drew McIntyre. Het zestal viel The Undertaker en Kane aan, maar werden door die laatste overmeesterd, ongeacht het feit dat ze in de minderheid waren. De kayfabe broers voerden onder meer twee gelijktijdige Tombstone Piledrivers uit op Hawkins en Hunico.
Tijdens de Raw op 4 maart 2013 keerde The Undertaker als bij verrassing terug en zette koers naar zijn biotoop WrestleMania om er zoals gebruikelijk de winstreeks te verdedigen. CM Punk daagde hem uit en ging aan de haal met de urn van de pas overleden Paul Bearer, waarmee hij The Undertaker razend maakte. The Undertaker versloeg CM Punk bij het evenement WrestleMania 29, waardoor hij een ongeslagen reeks liet optekenen van 21-0. Enkele weken later stak The Undertaker zijn broer Kane en Daniel Bryan een handje toe. The Undertaker was hun partner in een wedstrijd tegen The Shield (Dean Ambrose, Seth Rollins & Roman Reigns), maar ze trokken aan het kortste eind. Dat laatste werd een zeldzame wedstrijd voor The Undertaker tijdens de show Friday Night SmackDown!, aangezien The Undertaker sinds 2011 exclusief als parttime worstelaar optrad bij de "Big Four"-evenementen (hoewel hij sinds 2011 slechts bij WrestleMania had opgetreden als worstelaar). Tijdens een aflevering van Raw op 24 februari 2014 keerde The Undertaker terug en kreeg het aan de stok met Brock Lesnar. The Undertaker accepteerde diens uitdaging voor een wedstrijd bij het evenement WrestleMania XXX op 6 april 2014. Na een ware uitputtingsslag beëindigde Lesnar na 22 jaar de iconisch geworden winstreeks van The Undertaker. Hij liep ook een hersenschudding op en werd na het evenement bijgevolg opgenomen in het ziekenhuis. Hij verklaarde in 2021 dat hij toen optrad — of tenminste verder ging met zijn optreden tegen Lesnar — ondanks een opgelopen gebroken nek.

#### Sporadische verschijningen (2015-2019)

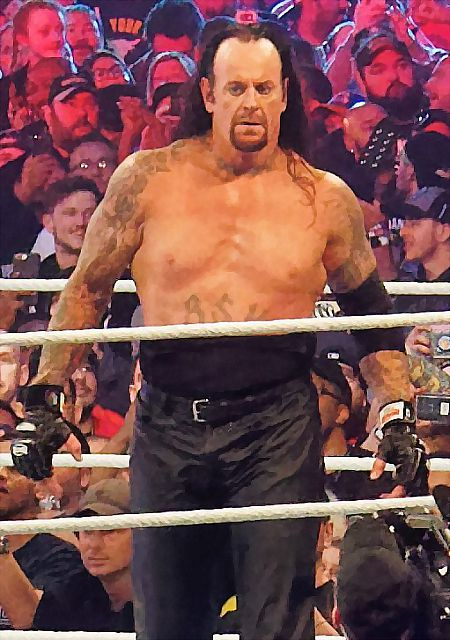
The Undertaker in april 2018

In 2015 werkte The Undertaker verrassend een uitgebreider programma af. Na bijna een jaar afwezigheid keerde hij terug voor een wedstrijd tegen Bray Wyatt bij het evenement WrestleMania 31 op 29 maart 2015. The Undertaker maakte er prompt 22-1 van. Hij nam wraak op Brock Lesnar bij het evenement Battleground op 19 juli 2015. Hij worstelde evenwel niet, maar kostte Lesnar wel de overwinning tegen Seth Rollins, waardoor die laatste het WWE World Heavyweight Championship kon behouden. The Undertaker versloeg Lesnar bij het evenement SummerSlam op 23 augustus 2015.
Op 24 oktober 2015 ontmoetten The Undertaker en Lesnar elkaar opnieuw, maar dan in een Hell in a Cell match bij het gelijknamig evenement. The Undertaker verloor deze wedstrijd. Na de wedstrijd werd The Undertaker aangevallen door The Wyatt Family (Bray Wyatt, Braun Strowman, Luke Harper & Erick Rowan). Zijn broer Kane — die hem uit de nood wilde helpen — was hetzelfde lot beschoren, waarna Bray Wyatt claimde dat hij nu over de zielen van de halfbroers beschikte. Dit alles leidde daarom tot een terugkeer van het tag team Brothers of Destruction bij het evenement Survivor Series op 22 november 2015. Ze namen het op tegen Bray Wyatt en Luke Harper. Brothers of Destruction won.
The Undertaker liet op 3 april 2016 een zege aantekenen bij het evenement WrestleMania 32 — zijn 23ste bij WrestleMania in totaal (sinds zijn debuut bij het evenement in 1991). Deze keer versloeg hij Shane McMahon, de zoon van Vince McMahon, in een Hell in a Cell match. Vince McMahon zette de job als leidinggevende van de show Monday Night Raw op het spel (NB: jargon; General Manager of GM). Als hij niet van The Undertaker zou winnen, kreeg Shane McMahon de job niet. Tijdens de wedstrijd klauterde McMahon de kooi van ± 5 meter op en landde met zijn elleboog boven op een commentatorentafel waar The Undertaker lag. Vlak voor de landing ging The Undertaker echter opzij, wat heeft bijgedragen aan een overwinning voor "The Deadman". Tijdens een aflevering van Monday Night Raw op 9 januari 2017 kondigde The Undertaker aan dat hij voor het eerst sinds lang zou deelnemen aan de Royal Rumble, maar bij het evenement werd hij geëlimineerd door Roman Reigns. Fans van de federatie reageerden over het algemeen ziedend. Randy Orton won de Rumble dat jaar.
Bij het evenement WrestleMania 33, waar The Undertaker verloor van Reigns, gingen de poppen aan het dansen bij een overgroot deel van de aanwezige fans. Deze kookten namelijk van woede over het resultaat. Men promootte de wedstrijd als Calaways laatste ooit. Calaway zou hierna gewoon actief blijven. Alhoewel hij zijn hoed, handschoenen en jas achterliet als symbool van afscheid. Er wordt aangenomen dat hij doorging omwille van de reacties van fans. Een dag later werd Reigns op beruchte wijze bijna 10 minuten lang uitgefloten tijdens een aflevering van Monday Night Raw, zonder dat Reigns een woord kon uitbrengen. De reden hiervoor was Reigns' polariserend effect en impopulariteit sedert 2014. Ondanks de werkelijke woede van de fans — én Reigns die zich duidelijk ongemakkelijk voelde — geldt dit als een der beste, meest memorabele scènes in de geschiedenis van de federatie. Reigns, zichtbaar in het nauw gedreven door de reactie van de fans, verliet de ring met de woorden: "This is my yard now" ("Dit is vanaf nu mijn grond"). Mark Calaway verklaarde in januari 2022 echter dat hij Reigns liever The Undertakers winstreeks had zien verbreken dan Lesnar. Aldus Mark Calaway: "Dat was het juiste moment. Ik wenste dat ik alles kon omdraaien. Het had zijn waarde [die van Reigns] kunnen opkrikken."
The Undertaker leek eind jaren 2010 alles bewezen te hebben, waardoor geen nieuwe programma's tegen andere worstelaars voor hem op de plank lagen. Zelfs in aanloop naar WrestleMania. In maart 2018 daagde John Cena, zelf sinds 2017 een parttimer, hem plots uit voor een confrontatie bij het evenement WrestleMania 34. The Undertaker was echter in geen velden te bespeuren. Het bleef ook stil rond Calaway zelf, die maar niet als "The Undertaker" opdaagde terwijl nieuws over de man binnenskamers werd gehouden. Uiteindelijk verscheen hij bij het evenement zelf, tot verbijstering van Cena. Hij vloerde een nu overrijpe Cena in een heruitgave van hun wedstrijd bij het evenement Vengeance in juni 2003, toen Cena nog een twintiger was (Cena is twaalf jaar jonger dan hij). The Undertaker won toen na een veel langere wedstrijd: hij won in 2018 al na net geen drie minuten. Calaway verklaarde in april 2021 ontgoocheld te zijn over de lengte van de wedstrijd.
In het najaar van 2018 verloor The Undertaker twee keer op rij van Triple H die, in tegenstelling tot andere collega's, wél nog een rekening had openstaan. Triple H kon hem nooit verslaan op pay-per-view en dat wrong bij de man. Eerst bij het evenement Super Show-Down op 6 oktober 2018  en daarna bij het evenement Crown Jewel op 2 november 2018 — weliswaar met Kane als "Brothers of Destruction" tegen D-Generation X, het tag team van Triple H en Shawn Michaels. Dit was tevens een eenmalige terugkeer van Michaels als professioneel worstelaar. Hierop kwam veel kritiek omdat Michaels destijds het "perfecte afscheid" had gekregen: tegen The Undertaker in een klassieker bij het evenement WrestleMania XXVI op 28 maart 2010. Daarnaast kreeg het icoon Michaels — Michaels is even oud als The Undertaker, het duo was toen 53 jaar oud — van waarnemers het verwijt zijn legaat te verkwisten voor het grote geld. Michaels verklaarde in maart 2021 dat hij spijt kreeg van zijn beslissing en wel omdat The Undertaker had toegegeven dat hij overwoog om er net als Michaels mee op te houden na het evenement WrestleMania XXVI (maar het niet deed). Wel vond men dat Shawn Michaels er tijdens de wedstrijd met kop en schouders bovenuit stak in weerwil van zijn pensioen van toen acht jaar. De anderen (en dus ook The Undertaker) kregen evenwel geen lof. De wedstrijd stelde dus ook nog eens teleur, aldus waarnemers. Collega Chris Jericho liet zich twee jaar na datum nog eens kritisch uit over het gebeuren. Een vierde omstandigheid die zorgde voor luide kritiek is dat de wedstrijd werd gehouden in Saudi-Arabië in plaats van de Verenigde Staten (en voor eigen publiek). De vraag of dat het allemaal waard was, werd luidop gesteld.
Op 7 april 2019 was Mark Calaway, als "The Undertaker", de grote afwezige bij het evenement WrestleMania 35. Calaway ontbrak zo voor het eerst sinds 2000 bij WrestleMania — destijds de zestiende editie van het evenement. Een dag later maakte The Undertaker verrassend zijn opwachting tijdens een aflevering van Monday Night Raw, waar hij Elias Samson de mond snoerde en vervolgens een Tombstone Piledriver op hem uitvoerde. Op 24 mei 2019 zou hij voor het eerst in 29 jaar niet in de WWE te zien zijn, meer bepaald bij de conventie - en dus geen officiële wedstrijd - Starrcast II van kersvers concurrent All Elite Wrestling, maar zijn optreden werd in laatste instantie afgeblazen omdat de WWE geen toestemming meer gaf. The Undertaker trad op 7 juni 2019 voor het eerst aan tegen WCW-legende Goldberg bij het evenement Super ShowDown in Saoedi-Arabië. The Undertaker won. In juli 2019 worstelde The Undertaker met Roman Reigns als tag team tegen Drew McIntyre en Shane McMahon in een "No Holds Barred match" (NB: wedstrijd zonder diskwalificaties) bij het evenement Extreme Rules. The Undertaker en Reigns wonnen deze wedstrijd.

#### WrestleMania 36 en pensioen (2020)
Op 4 april 2020, had Undertaker zijn laatste wedstrijd bij het evenement WrestleMania 36 tegen AJ Styles en won die in een Boneyard Match. Op 21 juni 2020, kondigde Calaway aan in een interview dat hij zijn carrière beëindigt. Tevens gaf hij aan dat er geen reden is om nu opnieuw de ring in te stappen, maar als Vince McMahon hem vraagt om voor een keer terug te komen, zal hij dat zeker overwegen. Veel worstelaars en andere publieke figuren brachten ook een eerbetoon aan hem op hun eigen social media-pagina's. Madison Square Garden (MSG), de belangrijkste locatie in het professioneel worstelen, bracht ook een eerbetoon aan hem. Op YouTube bracht WWE documentaires uit in verschillende afleveringen met als doel The Undertaker. Ook werden er vele wedstrijden, talkshows en series van WWE geüpload waar de The Undertaker in verscheen.
Op 22 november 2020, bij het evenement Survivor Series, waar hij 30 jaar geleden zijn debuut maakte voor WWE, kwam hij terug met zijn kenmerkende in-ring kleding. Hierin herhaalde hij dat zijn carrière voorbij was en zei in een emotionele speech, dat eindigde op een typische manier van The Undertaker: "My time has come to let The Undertaker Rest in Peace." Er werd ook Ten-bell salute gegeven voor het personage van The Undertaker, terwijl hij zijn traditionele knielende pose deed. Daarnaast werd een holografisch beeld van de in 2013 overleden Paul Bearer, op het scherm jarenlang een vaderfiguur voor het karakter "The Undertaker" (en "Kane", gespeeld door Glenn Jacobs), in de ring geprojecteerd.

## The Streak
The Undertaker legde in 1991 de basis aan een indrukwekkende winstreeks bij WrestleMania, het belangrijkste evenement dat door de WWE wordt georganiseerd. De eerste overwinning die The Undertaker boekte bij WrestleMania kwam er bij WrestleMania VII tegen Jimmy Snuka. Hierna volgden nog 20 opeenvolgende zeges. De laatste worstelaar in een sequentie van 21 wedstrijden die van The Undertaker verloor, was CM Punk bij WrestleMania 29.
Hij bleef 21 edities lang ongeslagen. Deze winstreeks liep over een periode van 22 jaar, tussen 1991 en 2013. Enkel in 1994 en 2000 was The Undertaker er niet bij. Veel wedstrijden uit The Streak groeiden uit tot klassiekers. De wedstrijd tussen hem en Shawn Michaels bij de jubileumeditie WrestleMania XXV won de Slammy Award voor Match of the Year in 2009.
Calaway heeft tot en met WrestleMania 29 elke wedstrijd gewonnen, tot Brock Lesnar in 2014 de Streak verbrak bij WrestleMania XXX. De aanwezige fans in het stadion waren geschokt en konden hun ogen niet geloven. Tevens viel er een kille stilte in het stadion die enige tijd duurde. Op 2 april 2017 verloor Calaway voor de tweede keer bij WrestleMania 33 tegen Roman Reigns. Hij zou afscheid nemen, maar bleef gewoon actief als worstelaar.

## In het worstelen
- Finishers
  - Tombstone Piledriver
  - The Last Ride
  - Chokeslam
  - Hell's Gate (Triangle Stretch/Gogoplata) - 2007/2008 (werd op 2 mei 2008 verboden door Vickie Guerrero, maar wordt inmiddels weer gebruikt onder de naam Hell's Gate.
 The Undertaker leerde deze techniek bij Braziliaans jiujitsu, waarin hij een zwarte band behaalde.)
- Kenmerkende bewegingen
  - Snake Eyes
  - Old School (Arm twist ropewalk chop)
  - Corner clothesline
  - Fujiwara armbar
  - Guillotine leg drop op een liggende tegenstander
  - Leaping flying clothesline
  - Over the top rope suicide dive
  - Running corner body splash
  - Running DDT
  - Running jumping leg drop
  - Sidewalk slam
  - Wrist–lock hold met shoulder blocks
  - Big boot
  - Ringside Leg Drop
  - Ringside Big Boot
- Managers
  - General Skandor Akbar
  - Paul Bearer
  - Paul E. Dangerously
  - Theodore Long
  - Brother Love
  - Dutch Mantell
  - Downtown Bruno
- Bijnamen
  - "The Phenom"
  - "The Deadman"
  - "American Bad Ass"
  - "Booger Red"
  - "Red Devil"
  - "Big Evil"
  - "The Lord of Darkness"
  - "The Demon of Death Valley"

## Prestaties
- The Baltimore Sun
  - Feud of the Year (2007) vs. Batista
  - Match of the Year (2009) vs. Shawn Michaels bij WrestleMania XXV
  - Match of the Year (2010) vs. Shawn Michaels in a career vs. streak match at WrestleMania XXV
- CBS Sports
  - Worst Angle of the Year (2018) met Kane vs. Triple H & Shawn Michaels
- Pro Wrestling Illustrated
  - Comeback of the Year (2015)
  - PWI Feud of the Year (1991) vs. The Ultimate Warrior
  - PWI Feud of the Year (2015) vs. Brock Lesnar
  - PWI Match of the Year (1998) vs. Mankind in een Hell in a Cell match bij het evenement King of the Ring.
  - PWI Match of the Year (2009) vs. Shawn Michaels bij WrestleMania XXV.
  - PWI Match of the Year (2010) vs. Shawn Michaels bij WrestleMania XXVI.
  - PWI Match of the Year (2012) vs. Triple H bij WrestleMania XXVIII
- United States Wrestling Association
  - USWA Unified World Heavyweight Championship (1 keer)
- World Class Wrestling Association
  - WCWA Texas Heavyweight Championship (1 keer)
- WWF/E
  - WWF/E Championship (4 keer)
  - World Heavyweight Championship (3 keer)
  - WWF Harcore Championship
  - WWF Word Tag Team Championship (6 keer; 3× met Stone Cold Steve Austin, 1× met Big Show, 1× met The Rock en 1× met Kane)
  - WCW Tag Team Championship (1 keer met Kane)
  - Royal Rumble (2007)
  - Tuwaiq Mountain Trophy (2020)
  - Slammy Award
    - "WWF's Greatest Hit" (1996) Sucking Diesel into The Abyss
    - "Best Tattoo" (1997)
    - "Best Entrance Music" (1997)
    - "Star of the Highest Magnitude" (1997)
    - "Match of the Year" (2009) vs. Shawn Michaels bij WrestleMania XXV
    - "Match of the Year" (2010) vs. Shawn Michaels bij WrestleMania XXVI
    - "OMG Moment of the Year" (2011)
    - "Match of the Year" (2012) vs. Triple H in een Hell in a Cell match bij WrestleMania XXVIII
    - "Match of the Year" (2015) vs. Brock Lesnar in een Hell in a Cell match bij gelijknamig evenement
    - "Rivalry of the Year" (2015) vs. Brock Lesnar
- Wrestling Observer Newsletter
  - Best Gimmick (1990–1994)
  - Best Heel (1991)
  - Feud of the Year (2007) vs. Batista
  - Match of the Year (2009) vs. Shawn Michaels bij WrestleMania XXV
  - Match of the Year (2010) vs. Shawn Michaels bij WrestleMania XXVI
  - Most Overrated (2001)
  - Readers' Least Favorite Wrestler (2001)
  - Worst Worked Match of the Year (2001) met Kane vs. KroniK bij het evenement Unforgiven in oktober 2001
  - Wrestling Observer Newsletter Hall of Fame (Class of 2004)
  - Worst Feud of the Year (1993) vs. Giant González

## Top-10 hoogst gequoteerde wedstrijden
Hieronder volgt een lijst op basis van beoordelingen van wedstrijden van The Undertaker  door journalist Dave Meltzer van Wrestling Observer Newsletter (WON), het hoogst aangeschreven tijdschrift over professioneel worstelen ter wereld. The Undertaker heeft 74 keer een beoordeling gekregen van WON; onderstaand werden de tien hoogst gequoteerde opgelijst:
| Evenement                 | Datum            | Kampioenschap (optioneel)   | Wedstrijd | Winnaar        | Beoordeling door WON |
| ------------------------- | ---------------- | --------------------------- | --- | -------------- | -------------------- |
| WWF Badd Blood 1997       | 5 oktober 1997   | n.v.t.                      | The Undertaker vs. Shawn Michaels in een Hell in a Cell match | Shawn Michaels | *****                |
| WrestleMania 25           | 5 april 2009     | n.v.t.                      | The Undertaker vs. Shawn Michaels | The Undertaker | **** ¾               |
| WrestleMania 26           | 28 maart 2010    | n.v.t.                      | The Undertaker vs. Shawn Michaels | The Undertaker | **** ¾               |
| WrestleMania 28           | 1 april 2012     | n.v.t.                      | The Undertaker vs. Triple H in een Hell in a Cell match | The Undertaker | **** ¾               |
| WWF King of the Ring 1998 | 28 juni 1998     | n.v.t.                      | The Undertaker vs. "Mankind" Mick Foley in een Hell in a Cell match                                                                                                  | The Undertaker | **** ½               |
| WWF Armageddon 2000       | 10 december 2000 | WWF Championship            | Kurt Angle (c) vs. Rikishi vs. "Stone Cold" Steve Austin vs. The Rock vs. Triple H vs. The Undertaker in een Hell in a Cell match                                    | Kurt Angle (c) | **** ½               |
| WWF Survivor Series 2001  | 18 november 2001 | n.v.t.                      | Team WWF (The Undertaker, Chris Jericho, Kane, Big Show & The Rock) vs. Team Alliance (Booker T, Kurt Angle, Rob Van Dam, Shane McMahon & "Stone Cold" Steve Austin) | Team WWF       | **** ½               |
| WWE Vengeance 2002        | 21 juli 2002     | WWE Undisputed Championship | The Undertaker (c) vs. Kurt Angle vs. The Rock | The Rock (nc)  | **** ½               |
| WWE SummerSlam 2008       | 17 augustus 2008 | n.v.t.                      | The Undertaker vs. Edge in een Hell in a Cell match | The Undertaker | **** ½               |
| WrestleMania 27           | 3 april 2011     | n.v.t.                      | The Undertaker vs. Triple H | The Undertaker | **** ½               |

- Top 10 op basis van beoordelingen door Wrestling Observer Newsletter wordt anno 2022 niet geüpdatet, The Undertaker beëindigde op 22 november 2020 zijn carrière als fulltime/parttime worstelaar